# Lucius Cornelius Lentulus Caudinus (consul en -275)
Pour les articles homonymes, voir Lucius Cornelius Lentulus.
Lucius Cornelius Lentulus Caudinus est un homme politique romain du IIIe siècle av. J.-C.
Membre de la branche des Lentuli, de la gens patricienne des Cornelii, il est le petit-fils de Servius Cornelius Lentulus (consul en 303 av. J.-C.), le fils de Tiberius Cornelius Lentulus et le père de Lucius Cornelius Lentulus Caudinus (consul en 237 av. J.-C.) et de Publius Cornelius Lentulus Caudinus (consul en 236 av. J.-C.).
En 275 av. J.-C., il est consul ; avec son collègue au consulat Manius Curius Dentatus, il affronte avec succès Pyrrhus à la bataille de Beneventum. Puis il bat les Samnites à Caudium, ce qui lui vaut son surnom de Caudinus, qu'il transmet à ses fils, ainsi qu'un triomphe.